# Liste des cavités naturelles les plus profondes d'Espagne

Espagne.

La liste des cavités naturelles les plus profondes d'Espagne recense sous la forme d'un tableau, les cavités souterraines naturelles connues, dont la dénivellation est supérieure ou égale à huit cents mètres.
La communauté spéléologique considère qu'une cavité souterraine naturelle n'existe vraiment qu'à partir du moment où elle est « inventée » c'est-à-dire découverte (ou redécouverte), inventoriée, topographiée et publiée. Bien sûr, la réalité physique d'une cavité naturelle est la plupart du temps bien antérieure à sa découverte par l'homme ; cependant tant qu'elle n'est pas explorée, mesurée et révélée, la cavité naturelle n'appartient pas au domaine de la connaissance partagée.
La liste spéléométrique des plus profondes cavités naturelles d'Espagne (≥ 800 m) est  actualisée fin 2022.
La plus profonde cavité répertoriée en Espagne dépasse les 1 500 mètres de dénivellation ; il s'agit du système du Cerro del Cuevón (cf. ligne 1 du tableau ci-dessous).

## Cavités espagnoles de dénivellation supérieure ou égale à1 000m
21 cavités sont recensées au 31-12-2022.
| Réf. | Cavités                                           | Communautés autonomes    | Provinces / Communes Massifs / Zones | Coordonnées (WGS 84)        | Déniv. (mètres) | Dével. (mètres) | Sources ou références                                                                                      | Mises à jour |
| ---- | ------------------------------------------------- | ------------------------ | --- | --------------------------- | --------------- | --------------- | --- | ------------ |
| 1    | Sistema del Cerro del Cuevón (es)                 | Asturies                 | Comarque d'Oriente / Cabrales Pics d'Europe / Massif central                                                                              | 43° 13′ 14″ N, 4° 51′ 37″ O | +1 589, m       | +007 060, m     | Fespasturies, Niphargus, CEC, Spelunca n°74 & Espeleobloc                                                  | 2005-04      |
| 2    | Sistema Sima de la Cornisa (ru)                   | Castille-et-León         | Province de León / Posada de Valdeón Pics d'Europe / Massif central                                                                       | 43° 10′ 45″ N, 4° 51′ 51″ O | +1 507, m       | +006 445, m     | Fespasturies, Niphargus, CEC, Federación de Castilla y León de Espeleología & Subterranea no 29            | 2018-09      |
| 3    | Sistema del Trave                                 | Asturies                 | Comarque d'Oriente / Cabrales Pics d'Europe / Massif central                                                                              | 43° 13′ 16″ N, 4° 51′ 29″ O | +1 441, m       | +009 167, m     | Fespasturies, Niphargus & CEC                                                                              | 1997-05      |
| 4    | Gouffre de la Pierre Saint-Martin                 | Navarre & France         | Isaba (Espagne) & Nouvelle Aquitaine, Pyrénées-Atlantiques (France) / Arette et Sainte-Engrâce Pierre Saint-Martin - Larra / Arres d'Anie | 42° 58′ 05″ N, 0° 46′ 09″ O | +1 410, m       | +088 111, m     | Michel Douat                                                                                               | 2025-01      |
| 5    | Sistema Arañonera - Tendeñera                     | Aragon                   | Torla-Ordesa / Huesca / Pyrénées centrales / Tendeñera                                                                                    | 42° 40′ 45″ N, 0° 08′ 33″ O | +1 349, m       | +045 246, m     | Jose Luis Membrado via Bob Gulden, Travesias Espeleologicas & 17 picos 17 simas                            | 2013-10      |
| 6    | Illaminako Ateetako Leizea                        | Espagne Navarre & Aragon | Navarre / Isaba-Izaba & Province de Huesca / Ansó Pyrénées / Massif de Larra-Belagua / Mont Budogia                                       | 42° 55′ 37″ N, 0° 45′ 28″ O | +1 340, m       | +038 913, m     | Larraespeleo.blogspot, & Larraespeleo.blogspot                                                             | 2023-12      |
| 7    | Sima del Sabbat                                   | Aragon                   | Seira Cotiella / Armeña | 42° 30′ 59″ N, 0° 18′ 28″ E | +1 327, m       | +004 600, m     | Jose Luis Membrado, Acecotiella & espeleobloc.blogspot                                                     | 2014-09      |
| 8    | Sistema del (Pozu) Xitu - Cueva de Culiembro (es) | Asturies                 | Onís & Cabrales Pics d'Europe / Massif occidental (es)                                                                                    | 43° 14′ 26″ N, 4° 55′ 37″ O | +1 264, m       | +010 700, m     | Fespasturies, Niphargus, CEC & Phil Rowsell (profondeur d'après calculs topo)                              | 2018-00      |
| 9    | Torca de los Rebecos                              | Asturies                 | Cabrales Pics d'Europe / Massif Central                                                                                                   | 43° 13′ 02″ N, 4° 51′ 29″ O | +1 255, m       | +002 228, m     | Fespasturies, Niphargus, CEC & espeleoastur.as                                                             | 1994-05      |
| 10   | Pozo del Madejuno                                 | Castille-et-León         | León / Posada de Valdeón Pics d'Europe / Massif central                                                                                   | 43° 10′ 05″ N, 4° 50′ 40″ O | +1 252, m       | +002 853, m     | Federación de Castilla y León de Espeleología & Grottomap                                                  | 2005-12      |
| 11   | Torca de Jou sin Tierre                           | Cantabrie                | Cillorigo de Liébana Pics d'Europe / Massif oriental (es)                                                                                 | 43° 12′ 30″ N, 4° 43′ 42″ O | +1 203, m       | +004 258, m     | Jose Luis Membrado via Bob Gulden & info.igme.es & tresvisocaves                                           | 2016-01      |
| 12   | Torca de Piedras Verdes                           | Asturies                 | Cabrales Pics d'Europe / Massif central                                                                                                   | 43° 12′ 18″ N, 4° 47′ 48″ O | +1 187, m       | +003 158, m     | Fespasturies, Niphargus, CEC, Piedras Verdes, Zapespeleo, Subterranea 27 & espeleobloc.blogspot            | 2016-09      |
| 13   | Torca del Cueto de los Senderos                   | Cantabrie                | Cillorigo de Liébana Pics d'Europe / Massif oriental (es)                                                                                 | 43° 12′ 33″ N, 4° 43′ 29″ O | +1 169, m       | +005 700, m     | tresvisocaves.info                                                                                         | 1984-10      |
| 14   | Torca Idoúbeda                                    | Asturies                 | Cabrales Pics d'Europe / Massif central                                                                                                   | 43° 13′ 13″ N, 4° 50′ 53″ O | +1 167, m       | +002 826, m     | Fespasturies, Niphargus, CEC, espeleoastur.as & Jean-Yves Bigot                                            | 1999-00      |
| 15   | Sistema de las Fuentes de Escuaín                 | Aragon                   | Huesca / Tella-Sin & Puértolas Ordesa / Escuaín                                                                                           | 42° 37′ 26″ N, 0° 07′ 19″ E | +1 151, m       | +039 118, m     | Jose Luis Membrado , Travesias Espeleologicas & Sociedad Española de Espeleologia y ciencas del kars       | 2016-02      |
| 16   | Sistema Julagua                                   | Asturies                 | Onís Pics d'Europe / Massif occidental (es)                                                                                               | 43° 14′ 33″ N, 4° 54′ 58″ O | +1 102, m       | +006 923, m     | Fespasturies, Niphargus, CEC & espeleobloc.blogspot                                                        | 2016-07      |
| 17   | Sistema de los Hoyos del Pilar                    | Andalousie               | Malaga / Tolox Cordillères Bétiques / Sierra de las Nieves                                                                                | 36° 41′ 11″ N, 5° 00′ 22″ O | +1 098, m       | +017 940, m     | José Luis Membrado Julián, Gota a gota, sifonesandaluces.blogspot, espeleobloc.blogspot & simaGESMblogspot | 2022-02      |
| 18   | Torca de la Monda                                 | Castille-et-León         | León / Posada de Valdeón Pics d'Europe / Massif central                                                                                   | 43° 09′ 45″ N, 4° 50′ 42″ O | +1 053, m       | +002 850, m     | Jose Luis Membrado, G.E. Matallana & cota0.com & Federación de Castilla y León de Espeleología             | 2014-11      |
| 19   | Sistema Castil - Carbonal                         | Asturies                 | Cabrales Pics d'Europe / Massif central                                                                                                   | 43° 12′ 13″ N, 4° 47′ 41″ O | +1 028, m       | +006 926, m     | Pedro Jimenez, Fespasturies, Niphargus & CEC                                                               | 2003-09      |
| 20   | Torca Urriellu (es)                               | Asturies                 | Cabrales Pics d'Europe / Massif central                                                                                                   | 43° 12′ 22″ N, 4° 49′ 14″ O | +1 022, m       | +004 057, m     | Fespasturies, Niphargus, CEC, Zapespeleo & asturnatura.com                                                 | 2003-09      |
| 21   | Sistema de Lecherines                             | Aragon                   | Huesca / Borau Pyrénées centrales / Aspe                                                                                                  | 42° 44′ 46″ N, 0° 32′ 26″ O | +1 009, m       | +036 291, m     | Jose Luis Membrado & Centro de Espeleología de Aragon                                                      | 2016-01      |

## Cavités espagnoles de dénivellation comprise entre800met1 000m
25 cavités de moins de 1 000 mètres mais de plus de 800 mètres de dénivelé sont recensées en Espagne au 31 décembre 2022.
| Réf. | Cavités                                                               | Communautés autonomes | Provinces / Communes Massifs / Zones                            | Coordonnées (WGS 84)                 | Déniv. (en mètres) | Dével. (en mètres) | Sources ou références                                                            | Mises à jour |
| ---- | --------------------------------------------------------------------- | --------------------- | --------------------------------------------------------------- | ------------------------------------ | ------------------ | ------------------ | -------------------------------------------------------------------------------- | ------------ |
| 1    | Torca Tortorios                                                       | Asturies              | Cabrales Pics d'Europe / Massif central                         | 43° 12′ 43″ N, 4° 47′ 24″ O {approx} | +0993, m           | +007 781, m        | Fespasturies, CEC, Pedro Jimenez & Jose Luis Membrado                            | 2018-00      |
| 2    | Pozo de Cuetalbo                                                      | Castille-et-León      | León / Posada de Valdeón Pics d'Europe / Massif occidental (es) | 43° 11′ 34″ N, 4° 57′ 54″ O          | +0986, m           | +003 189, m        | Federación de Castilla y León de Espeleología, Picos.yucpc.org & info.igme.es    | 2020-07      |
| 3    | Torca del Valle del Agua                                              | Asturies              | Cabrales Pics d'Europe / Massif central                         | 43° 12′ 36″ N, 4° 48′ 22″ O {approx} | +0974, m           | +009 421, m        | Fespasturies, CEC, Espeleobloc et Colectivo espeleológico Castil-Moñas-Tortorios | 2018-00      |
| 4    | Sistema de Cemba Vieya                                                | Asturies              | Cangues d'Onís Pics d'Europe / Massif occidental (es)           | 43° 12′ 53″ N, 4° 58′ 38″ O          | +0957, m           | +009 056, m        | Fespasturies, CEC, Jose Luis Membrado & scw.wroc.pl                              | 2018-00      |
| 5    | Sistema del Hou la Canal Parda-Canalón de los Desvíos                 | Asturies              | Onís Pics d'Europe / Massif occidental (es)                     | 43° 12′ 55″ N, 4° 57′ 34″ O          | +0956, m           | +012 119, m        | Fespasturies, CEC & Picos 2022                                                   | 2022-10      |
| 6    | Sistema del Mortillano (es)                                           | Cantabrie             | Soba Porra de Mortillano                                        | 43° 13′ 51″ N, 3° 34′ 04″ O          | +0950, m           | +144 000, m        | Jose Luis Membrado & AER                                                         | 2016-05      |
| 7    | Pozo del Llastral                                                     | Castille-et-León      | León / Posada de Valdeón Pics d'Europe / Massif occidental (es) | 43° 11′ 37″ N, 4° 58′ 12″ O          | +0949, m           | +001 800, m        | Espeleoleg, Federación de Castilla y León de Espeleología & Picos.yucpc.org      | 1990-12      |
| 8    | Torca Marino                                                          | Castille-et-León      | León / Posada de Valdeón Pics d'Europe / Massif central         | 43° 11′ 08,92″ N, 4° 52′ 37,22″ O    | +0943, m           | +004 000, m        | Jose Luis Membrado & Espeleobloc                                                 | 2013-11      |
| 9    | Pozu de Cabeza Muxa                                                   | Asturies              | Onís Pics d'Europe / Massif occidental (es)                     | 43° 15′ 06″ N, 4° 54′ 57″ O          | +0939, m           | +002 650, m        | Espeleoleg, Fespasturies, CEC & espeleobloc.blogspot                             | 1991-12      |
| 10   | Pozo de Vega Huerta                                                   | Castille-et-León      | León / Posada de Valdeón Pics d'Europe / Massif occidental (es) | 43° 11′ 34″ N, 4° 57′ 58″ O          | +0930, m           | +001 200, m        | Jose Luis Membrado & Federación de Castilla y León de Espeleología               | 2007-01      |
| 11   | Torca'l Ḥoucerréu                                                     | Asturies              | Cabrales Pics d'Europe / Massif central                         | 43° 12′ 21″ N, 4° 50′ 18″ O          | +0912, m           | +002 325, m        | Fespasturies, CEC, Caves and Caving no 46 P13 & Jose Luis Membrado               | 2017-11      |
| 12   | Sistema La Verdilluenga - Ḥultayu                                     | Asturies              | Onís Pics d'Europe / Massif occidental (es)                     | 43° 13′ 37″ N, 4° 56′ 28″ O          | +0905, m           | +017 196, m        | Fespasturies, CEC, Jose Luis Membrado & Rossi                                    | 2017-11      |
| 13   | Sistema de la Peña de Mediodia                                        | Aragon                | Huesca / Aragües del Puerto Pyrénées centrales / Bernera        | 42° 46′ 31″ N, 0° 37′ 02″ O          | +0902, m           | +031 500, m        | Jose Luis Membrado, espeleobloc.blogspot & SIE Barcelona                         | 2017-11      |
| 14   | Pozu del Porru la Capilla                                             | Asturies              | Cangues d'Onís Pics d'Europe / Massif occidental (es)           | 43° 13′ 06″ N, 4° 57′ 19″ O          | +0863, m           | +001 754, m        | Fespasturies, CEC & Jose Luis Membrado                                           | 2018-??      |
| 15   | Sistema de Anielarra                                                  | Navarre               | Isaba Pierre Saint-Martin - Larra / Anialarra                   | 42° 57′ 05″ N, 0° 44′ 59″ O          | +0858, m           | +050 161, m        | The Avalon site, Espeleobloc & ARSIP                                             | 2024-11      |
| 16   | Sima de los Hoyos de la Yesca (FA 32)                                 | Cantabrie             | Soba Porra de Mortillano                                        | 43° 14′ 43″ N, 3° 34′ 16″ O          | +0843, m           | +001 884, m        | CEC, AER-espeleo & Valle del Ason                                                | 2016-01      |
| 17   | Torca de la Padiorna                                                  | Cantabrie             | Camaleño, Pics d'Europe                                         | 43° 09′ 19″ N, 4° 49′ 34″ O          | +0836, m           | +001 590, m        | CEC                                                                              | 1998-04      |
| 18   | Torca del Cueto de los Calabreros (Torca T.173)                       | Cantabrie             | Cillorigo de Liébana, Pics d'Europe                             | 43° 13′ 15″ N, 4° 43′ 35″ O          | +0831, m           | +001 370, m        | Caves and Caving N31, CEC & tresvisocaves                                        | 1986-02      |
| 19   | Sistema Sistema Cueto - Coventosa - Garma de Bucebron -Cubera - Corzo | Cantabrie             | Arredondo Porracolina / Val d'Ason                              | 43° 15′ 06″ N, 3° 37′ 36″ O          | +0829, m           | +037 258, m        | Jose Luis Membrado & Cuevas del Asón & Cantabria Subterránea                     | 2017-11      |
| 20   | Sistema de la Partacua                                                | Aragon                | Huesca / Sabiñánigo Pyrénées centrales / Sierra de la Partacua  | 42° 40′ 59″ N, 0° 23′ 32″ O          | +0825, m           | +017 427, m        | Jose Luis Membrado & Alexandri, Partacua & Partacua                              | 2018-08      |
| 21   | Sistema AN.8-AN.9                                                     | Navarre               | Isaba Pierre Saint-Martin - Larra / Anialarra                   | 42° 57′ 07″ N, 0° 46′ 37″ O          | +0819, m           | +009 192, m        | CEC & Karaitza Gaes                                                              | 2018-08      |
| 22   | Sistema del Gándara                                                   | Cantabrie             | Soba Porracolina / Gándara                                      | 43° 11′ 27″ N, 3° 34′ 51″ O          | +0814, m           | +119 000, m        | José Luis Membrado, Espeleo Zaragoza & Karst Explo                               | 2018-01      |
| 23   | Torca de Cabeza Llambrera (MS 42) Sil de Olidesa                      | Castille-et-León      | Posada de Valdeón, Province de León / Pics d'Europe /           | 43° 13′ 35″ N, 4° 56′ 25″ O          | +0806, m           | +002 540, m        | Jose Luis Membrado                                                               | 2017-11      |
| 24   | Torca de la Horcadina (L.6)                                           | Castille-et-León      | Posada de Valdeón,Province de León / Pics d'Europe /            | 43° 08′ 57″ N, 4° 51′ 08″ O          | +0803, m           | +003 919, m        | CEC & Federación de Castilla y León de Espeleología                              | 2004-07      |
| 25   | Sima Prestá                                                           | Andalousie            | Malaga / Tolox Cordillères Bétiques / Sierra de las Nieves      | 36° 41′ 44″ N, 5° 00′ 07″ O {approx} | +0803, m           | +001 860, m        | Jose Luis Membrado & Entre Simas                                                 | 2016-09      |